# Órbita de escape
Uma órbita de escape (também conhecida como órbita C3 = 0) é uma órbita parabólica de alta energia em torno de um corpo central. Um corpo nesta órbita tem, em cada posição ao longo da órbita, a velocidade de escape relativa ao corpo central para aquela posição. Se esta energia for aumentada, a órbita irá se tornar em uma trajetória hiperbólica.

## Posição em função do tempo
Encontrar a posição em função do tempo corresponde a solução de uma equação diferencial. No caso teórico de uma trajetória de escape reta é uma expressão simples para a solução:
{\displaystyle r=(4.5\mu t^{2})^{1/3}\!\,}
onde
- μ é o parâmetro gravitacional padrão
- {\displaystyle t=0\!\,} corresponde ao tempo extrapolado do início fictício no centro do corpo central.

Em qualquer momento a velocidade média de {\displaystyle t=0\!\,} é 1,5 vezes a velocidade real, ou seja, 1,5 vezes a velocidade de escape local.
Para calcular {\displaystyle t=0\!\,} na superfície, aplique um deslocamento de tempo. Para a Terra (e qualquer outro corpo esférico simétrico com a mesma densidade média) como corpo central este deslocamento de tempo é de 6 minutos e 20 segundos; sete destes períodos mais tarde a altura sobre a superfície é de três vezes o raio, etc.